# Dejan Savićević
Dejan Savićević (serbiska: Дејан Савићевић), född 15 september 1966 i Titograd, Jugoslavien, (nuvarande Podgorica, Montenegro), är en montenegrinsk tidigare fotbollsspelare och nuvarande ordförande för det montenegrinska fotbollsförbundet, Fudbalski Savez Crne Gore.

## Karriär
Savićević började sin proffskarriär i Budućnost Titograd 1982 innan han 1988 kom till Röda stjärnan. Han gjorde 1988 värnplikten men kunde delta i europacupmatcher och landslaget. Med Röda Stjärnan vann han Europacupen för mästarlag och Interkontinentala cupen 1991 samt tre jugoslaviska ligatitlar och den inhemska cupen 1990. För sin del i Europacupsegern 1991 kom han tvåa i omröstningen om Europas bästa fotbollsspelare (Ballon d'Or). 1992 gick han över till AC Milan där han kommit att bli ihågkommen som en av de bästa i Champions League-finalen 1994. Han gjorde ett mål och var den stora offensiva kreatören när Milan vann över Barcelona med 4-0. I Milan blev Savićević italiensk mästare tre gånger. 1999 återvände han till Röda stjärnan men spelade bara tre matcher innan han flyttade till Rapid Wien där han avslutade karriären 2001.
Savićević spelade 56 A-landskamper (19 mål) för Jugoslavien 1986-1999 och rest-Jugoslavien (Serbien-Montenegro) och deltog i VM 1990 och 1998.